# Dziewczyna z lilią
Dziewczyna z lilią (fr. L'Écume des jours) – francuski film fantasy z 2013 roku w reżyserii Michela Gondry’ego. Wyprodukowany przez StudioCanal. Film powstał na podstawie powieści Borisa Viana pt. Piana złudzeń.
Światowa premiera filmu miała miejsce 10 kwietnia 2013 roku, natomiast w Polsce premiera odbyła się 5 lipca 2013 roku.

## Fabuła
Colin (Romain Duris) to zamożny wynalazca, autor m.in. „pianokoktailu” – fortepianu, który po naciśnięciu klawiszy serwuje drinki. Kiedy poznaje Chloé (Audrey Tautou), zakochują się w sobie i pobierają. Po powrocie z podróży poślubnej kobieta zapada na tajemniczą chorobę – w jej organizmie rośnie lilia wodna. By ratować ukochaną, Colin próbuje wszelkich terapii. Okazuje się, że skuteczne jest jedynie otaczanie jej kwiatami.

## Obsada
- Romain Duris jako Colin
- Audrey Tautou jako Chloé
- Gad Elmaleh jako Chick
- Omar Sy jako Nicolas
- Charlotte Le Bon jako Isis
- Alain Chabat jako Gouffé
- Aïssa Maïga jako Alise